# Калинин, Евгений Геннадьевич
Евгений Геннадьевич Калинин (бел. Яўген Генадзьевіч Калінін; род. 15 августа 1993, Лепель, Витебская область) — белорусский футболист, нападающий клуба «Лепель».

## Карьера
Начал заниматься футболом в чашницкой ДЮСШ. Первый тренер — Александр Федорович Кашников.
С 2010 года выступал за дублирующий состав борисовского БАТЭ, с которым выиграл первенство Беларуси среди резервистов-2011. В сезоне 2012/13 вошёл в заявку БАТЭ на участие в групповом турнире Лиги чемпионов и 1/16 финала Лиги Европы, однако ни в одной из встреч на поле так и не вышел. Всего за три сезона сыграл в составе дубля борисовчан 66 матчей и забил 17 голов.
В течение двух последующих сезонов отдавался в аренду — сначала в «Слуцк», с которым стал победителем турнира во втором дивизионе, затем в «Сморгонь». За клубы первой лиги провел в общей сложности 44 матча, в том числе два в Кубке Белоруссии (против ФК «Ружаны» и могилёвского «Днепра»).
В 2015 году подписал полноценный контракт со «Сморгонью». В чемпионате-2015 Евгений в 26 матчах забил 10 голов и отдал 7 голевых передач, став вторым бомбардиром сморгончан после Сергея Крота. По итогам сезона был признан болельщиками «медведей» лучшим игроком команды.
В январе 2016 года прибыли на просмотр в «Витебск», с которым в феврале подписал контракт. 11 апреля 2016 года дебютировал в Высшей лиге, выйдя в стартовом составе в матче против «Белшины» (1:0). В первой половине сезона 2016 обычно выступал в качестве основного нападающего витебчан. Летом был призван на сборы в армию, после возвращения в августе стал выступать за дубль.
В марте 2017 года на правах аренды присоединился к новополоцкому «Нафтану». 15 мая 2017 года забил гол в ворота «Городеи», который принес клубу первую победу в сезоне (1:0). В августе 2017 года был отдан в аренду в «Слоним-2017», где закрепился в основе. По окончании сезона в декабре 2017 года покинул «Витебск».
В начале 2018 года проходил просмотр в бобруйской «Белшины» и мозырьской «Славии», но безуспешно, и в результате в феврале 2018 года присоединился к «Орше», где стал одним из основных игроков, сыграв в 13 матчах и забил 5 мячей. В августе 2018 года перешел в могилевский «Днепр». За основную команду могилевчан так и не сыграл, выступая за дубль. В сентябре отсутствовал из-за травмы. В декабре 2018 года покинул могилевский клуб.
В феврале 2019 года стал игроком гомельского «Локомотива». Не смог закрепиться в команде, лишь иногда выходил на замену. В июле 2019 года покинул клуб.
В августе 2019 года перешёл в «Сморгонь». В феврале 2020 года подписал контракт с «Оршей», где также был игроком основы. Выступал в клубе до конца сезона 2020.
В апреле 2021 года присоединился к рогачёвскому «Макслайну», а в июле стал игроком «Лепеля».

## Достижения
- Победитель первой лиги Белоруссии: 2013

## Статистика
| Сезон    | Дивизион | Клуб               | Страна        | Матчи | Голы |
| -------- | -------- | ------------------ | ------------- | ----- | ---- |
| 2010     | дубль    | БАТЭ               | Флаг Беларуси | 12    | 0    |
| 2011     | дубль    | БАТЭ               | Флаг Беларуси | 27    | 12   |
| 2012     | дубль    | БАТЭ               | Флаг Беларуси | 27    | 5    |
| 2013     | Д2       | Слуцк              | Флаг Беларуси | 18    | 3    |
| 2014     | Д2       | Сморгонь           | Флаг Беларуси | 24    | 4    |
| 2015     | Д2       | Сморгонь           | Флаг Беларуси | 26    | 10   |
| 2016     | Д1       | Витебск            | Флаг Беларуси | 13    | 1    |
| 2017 (1) | Д1       | Нафтан             | Флаг Беларуси | 7     | 1    |
| 2017 (2) | Д2       | Слоним-2017        | Флаг Беларуси | 14    | 2    |
| 2018 (1) | Д2       | Орша               | Флаг Беларуси | 13    | 5    |
| 2018 (2) | дубль    | Днепр              | Флаг Беларуси | 7     | 0    |
| 2019 (1) | Д2       | Локомотив (Гомель) | Флаг Беларуси | 8     | 1    |
| 2019 (2) | Д2       | Сморгонь           | Флаг Беларуси | 11    | 0    |
| 2020     | Д2       | Орша               | Флаг Беларуси | 25    | 4    |
| 2021 (1) | Д3       | Макслайн (Рогачёв) | Флаг Беларуси | 2     | 0    |